# Мирза Мехди-хан Астерабади
Мирза Мехди-хан Астерабади (перс. میرزا مهدی خان استرآبادی‎; род. XVIII — ум. XVIII в.) — персидский историк, поэт и филолог.

## Биография
Мирза Мухаммед Мехди-хан Астерабади происходил, по-видимому, из фамилии Сефевидов, что не мешало ему служить Надир-шаху афшару в качестве личного секретаря (мунши) и придворного историографа (маджлис-навис). Крупный ученый-филолог, участник предпринятого по распоряжению Надир-шаха перевода евангелия на персидский язык, составитель сборника официальных документов (инша), автор известного узбекско-персидского словаря «Санглах», Мехди-хан в 1747 г. составил труд по истории царствования Надир-шаха под заглавием «Тарих-и Надири» («Надирова история»). Труд этот выдержал 11 литографских и печатных изданий на Востоке в Тебризе, Тегеране, Калькутте, Бомбее, Лахоре. Имеются переводы французский (В. Джонса 1770 г.), английский (В. Джонса 1773 и Гуффара 1908 гг.), немецкий (с французского перевода, Гадебуш 1773 г.), на язык урду (Росс, и Броун, 1851/2 г.). Число известных рукописей также очень велико. Критического издания текста нет.

## Исторический труд
Известным ученым XVIII в. и историографом Надир-шаха Мирза Мехди-ханом Астерабади составлен «инша» — сборник копий официальных документов — ферманов, вакфных грамот, дипломатичекской переписки с Россией и Турцией, а также трафаретов документов разного характера и писем шаха к различным лицам времени шахов Хусейна (1694—1722), Тахмаспа II (1722—1732) и Надира (1736—1747). Сборник этот не имеет прямого отношения к странам Закавказья, но представляет интерес для изучения существовавших при иранском владычестве в этих странах феодальных институтов.